# Zheng Pingru
Zheng Pingru (1918 — fevereiro de 1940) foi uma socialite e espiã chinesa que reuniu informações sobre o Exército Imperial Japonês durante a Segunda Guerra Sino-Japonesa. Ela foi executada após uma tentativa malsucedida de assassinar Ding Mocun, o chefe de segurança do governo fantoche japonês. Acredita-se que sua vida foi a inspiração para a novela do Eileen Chang, Lust, Caution, que mais tarde foi adaptado para o filme de 2007 de Ang Lee.

## Início de vida
Zheng Pingru nasceu em 1918. Ela era natural de Lanxi, província de Zhejiang. Seu pai, Zheng Yue (鄭鉞), também conhecido como Zheng Yingbo (鄭英伯), foi um revolucionário nacionalista e seguidor de Sun Yat-sen. Enquanto estudante no Japão, Zheng Yue se casou com uma japonesa, Hanako Kimura (木村花子) , que adotou o nome chinês Zheng Huajun (鄭華君). Eles tiveram dois filhos e três filhas; Pingru era a segunda filha mais velha.
Com sua mãe, Zheng Pingru aprendeu a falar japonês fluentemente. Ela cresceu em Xangai, onde seu pai lecionava na Universidade Fudan. Ela estudou na Faculdade de Política e Direito de Xangai e atuou com um grupo de atores da Universidade de Datong. Ela se tornou uma socialite bem conhecida e apareceu na capa do popular The Young Companion (Liangyou) em 1937. Embora sua família fosse meio japonesa, eles se opunham fortemente à agressão do Japão contra a China. Quando o Japão invadiu a Manchúria em 1931 e atacou Xangai em 1932, Zheng e seus irmãos se juntaram a protestos antijaponeses.

## Espiã de guerra

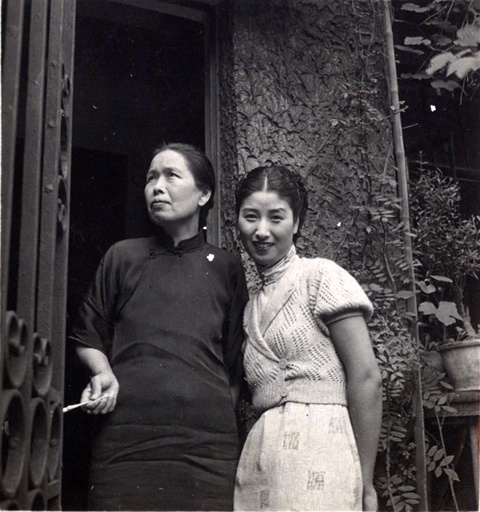
Zheng Pingru com sua mãe, Hanako Kimura

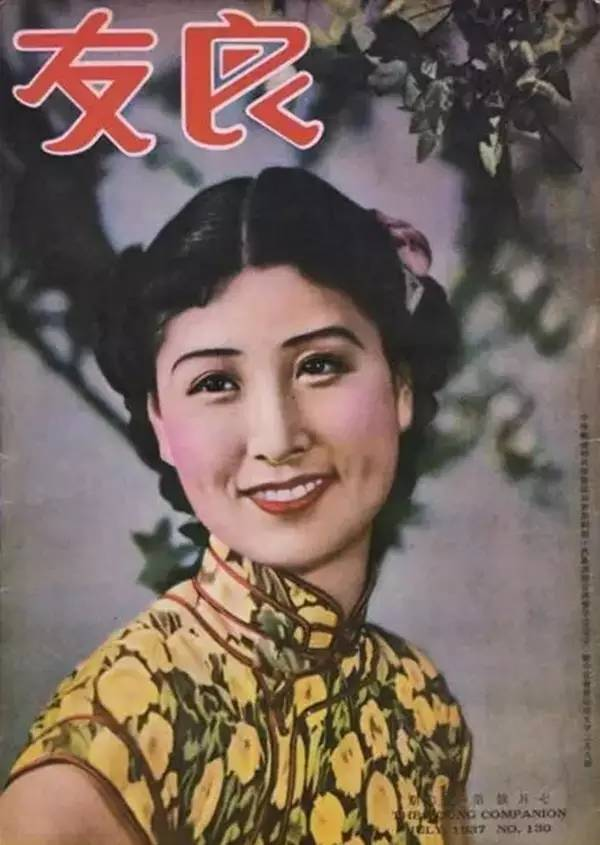
Zheng Pingru apareceu na capa do The Young Companion em julho de 1937

Quando o Japão invadiu a China em 1937 e ocupou Xangai após a Batalha de Xangai, Zheng secretamente juntou-se ao movimento de resistência e se tornou uma espiã do Kuomintang. Sua habilidade de falar japonês e as conexões com sua mãe a ajudaram a espionar e coletar informações sobre o exército japonês.
Zheng estava envolvida em uma conspiração para assassinar Ding Mocun, o chefe de segurança do regime fantoche japonês chefiado por Wang Jingwei. Ding era odiado por colaborar com os japoneses e ganhou o apelido de "Açougueiro Ding" por executar combatentes da resistência antijaponesa. Como Ding havia servido anteriormente como diretor da escola secundária de Zheng, ela foi encarregada de seduzi-lo e atraí-lo para uma armadilha. Em 1939, Zheng arranjou vários encontros "casuais" com Ding e se tornou sua namorada.
Em 21 de dezembro de 1939, Zheng acompanhou Ding para jantar na casa de seu amigo. Depois do jantar, Zheng pediu a Ding que a deixasse na Rua de Nanquim, a famosa rua comercial de Xangai. Quando o carro passou pela Siberia Fur Company, Zheng disse que queria comprar um casaco de pele e pediu-lhe que a ajudasse a escolher um. Dois assassinos do Kuomintang estavam esperando nas proximidades por uma chance de matar Ding. Enquanto estava dentro da loja, Ding ficou desconfiado ao ver os homens do lado de fora e correu abruptamente pela rua até o carro. Pegos de surpresa, os assassinos atiraram em Ding, mas erraram antes que seu motorista fugisse.
Após a tentativa fracassada, o disfarce de Zheng foi descoberto e ela foi presa e mantida no quartel-general da inteligência de Ding em 76 Jessfield Road. Em fevereiro de 1940, ela foi executada perto da estrada Zhongshan, no oeste de Xangai, aos 22 anos de idade.

## Legado
O governo do Kuomintang em Taiwan declarou formalmente Zheng como "mártir", e o Partido Comunista da China a chamou de "heroína antijaponesa". Um memorial com uma estátua de Zheng foi inaugurado em Qingpu, Xangai em 2009.
Acredita-se que a história de Zheng inspirou o personagem de Wang Jiazhi (Wong Chia-chih) na novela Lust, Caution, escrita por Eileen Chang em 1979. Chang havia aprendido sobre Zheng com seu ex-marido Hu Lancheng, que serviu como oficial de propaganda no regime de Wang Jingwei.
Em 2007, a novela foi transformada em filme, Se, jie, dirigido por Ang Lee. Na novela e no filme, o plano de assassinato de Wang Jiazhi falhou porque ela se apaixonou por seu alvo. Houve protestos na forma como Wang Jiazhi foi retratada, pois se sentiu que sua história "distorceu perversamente os feitos heroicos de seu protótipo, Zheng". A família Zheng em particular sentiu que o personagem baseado em Zheng desonrou sua memória.

## Família
Após a execução de Zheng Pingru, seu pai logo adoeceu e morreu em 1941. Seu irmão, Zheng Haicheng (鄭海澄), era um piloto de caça da Força Aérea da República da China que morreu em batalha em 19 de janeiro de 1944. Seu noivo, o coronel Wang Hanxun (王漢勛), também um piloto que lutou ao lado de seu irmão, foi morto em combate perto de Guilin em 7 de agosto de 1944. Sua mãe mais tarde mudou-se para Taiwan e morreu em 1966 na idade de 80.